# 반석역
반석(칠성대)역(Banseok Station, 盤石驛)은 대전광역시 유성구 반석동에 있는 대전 도시철도 1호선의 전철역이다. 대전 도시철도 1호선의 종점이며, 병기역명인 칠성대는 육군군수사령부의 별칭이다.
역 북쪽 세종특별자치시 방향의 외삼동에 외삼차량사업소가 있으며, 심야에 외삼기지에서 5편성이 주박한다.

## 연혁
- 2003년 7월 25일 : 반석역으로 역명 확정[1]
- 2007년 4월 17일 : 2단계 (정부청사 ~ 반석) 구간 개통과 함께 영업 개시

## 역 구조
2면 3선의 쌍섬식 승강장이 있는 지하역이다. 스크린도어가 설치되어있다. 열차가 종착할 때에는 중간선과 하행선을 번갈아가면서 종착하며 내리는 승강장은 같다. 종착역 안내방송시에 내리는 방향을 알려준다. 이 역은 직선역이나, 양 방향 승강장에 약간의 곡선이 있으며, 승강장에서 열차 접근 알림음이 나올 때 승강장과 열차 사이의 간격이 넓어 발빠짐에 주의하여야 한다는 안내방송이 나온다.

### 승강장
| 지족 ↑      |
| 하 \| 상 \| |
| 시·종착역   |

| 상행 | ● 대전 도시철도 1호선 | 지족 · 유성온천 · 대전역 · 판암 방면 |
| 중선 | ● 대전 도시철도 1호선 | 지족 · 유성온천 · 대전역 · 판암 방면 |
| 하행 | ● 대전 도시철도 1호선 | 당역 종착                            |

- 승강장 번호는 없다.
- 중선은 열차가 종착 후 종착승강장에 내려 준 다음에 중선에서 바로 되돌려서 다시 운행한다.

## 역 주변
세종특별자치시와 가장 인접한 지하철역으로 세종에서 대전을 연결하는 관문 기능을 하고 있으며 이 역에서 세종특별자치시의 간선급행버스로 환승할 수 있다. 2012년 9월부터 반석역 ~ 정부세종청사 ~ 오송역 31.2km의 구간에 BRT가 5~12분 간격으로 운행되고 있다.
- 반석마을아파트
- 육군군수사령부
- 국방과학연구소
- 삼성탈레스 대전연구소
- 한국항공우주산업 연구센터
- 근로복지공단 유성지사
- 축산물위해요소중점관리기준원 중부지원
- 노은2동우체국
- IBK기업은행 유성노은지점
- 우리은행 노은지점
- KB국민은행 반석지점
- 탄동 농협
- 한화 대전사업장
- 대전연세병원
- 반석크리닉
- 대전반석초등학교
- 대전반석고등학교
- 외삼초등학교
- 대전외삼중학교
- 노은2동 행정복지센터
- 서산영덕고속도로 남세종 나들목
- 세종특별자치시 방면
- 대전교통공사 외삼차량사업소[4]

## 승차량 변동
반석역에서 정부세종청사와 오송역까지 5~12분 간격으로 BRT 노선이 개통된 이후, 이용객이 큰 폭으로 증가하고 있다.
| 역 노선 | 1일 평균 승차 인원 | 1일 평균 승차 인원 | 1일 평균 승차 인원 | 1일 평균 승차 인원 | 1일 평균 승차 인원 | 1일 평균 승차 인원 | 1일 평균 승차 인원 | 1일 평균 승차 인원 | 1일 평균 승차 인원 | 1일 평균 승차 인원 |
| 역 노선 | 2006년             | 2007년             | 2008년             | 2009년             | 2010년             | 2011년             | 2012년             | 2013년             | 2014년             | 2015년             |
| ------- | ------------------ | ------------------ | ------------------ | ------------------ | ------------------ | ------------------ | ------------------ | ------------------ | ------------------ | ------------------ |
| 1호선   | 미개통             | 2,237              | 2,430              | 2,632              | 2,755              | 2,998              | 3,424              | 4,204              | 5,236              | 6,503              |
| 1호선   | 2016년             | 2017년             | 2018년             | 2019년             | 2020년             |                    |                    |                    |                    |                    |
| 1호선   | 6,790              | 6,822              | 7,324              | 7,550              |                    |                    |                    |                    |                    |                    |

## 인접한 역
| 대전 도시철도 1호선 | 대전 도시철도 1호선   | 대전 도시철도 1호선 |
| ------------------- | --------------------- | ------------------- |
| 121 지족 판암 방면  | ● 대전 도시철도 1호선 | 청주공항 방면       |

## 같이 보기
- 대전-세종-충북 광역철도